# Albania ai XIV Giochi paralimpici estivi
L'Albania ha partecipato ai XIV Giochi paralimpici estivi di Londra (29 agosto - 9 settembre 2012). Il portabandiera durante la cerimonia d'apertura è stato l'atleta Haki Doku, unico atleta albanese partecipante.

## Atleti
Uomini
- Haki Doku